# Schizocosa krynickii
Schizocosa krynickii là một loài nhện trong họ Lycosidae.
Loài này thuộc chi Schizocosa. Schizocosa krynickii được Tord Tamerlan Teodor Thorell miêu tả năm 1875.